# Silent Room
Silent Room – czwarty album studyjny francuskiej grupy power metalowej Nightmare. Płyta została wydana 13 października 2003 roku. Na tejże płycie są piosenki trwające ponad godzinę, co jest rzadkością. Jest to album koncepcyjny składający się z 5 rozdziałów.

## Lista utworów
1. ”Paranormal Magnitude” -	03:41
2. ”The Rise of a Child” -	03:59
3. ”Strange Connection” -	05:06
4. ”Travel in the Spheres of Dreams” -	03:14
5. ”Shades in the Night”- 	06:01
6. ”Silent Room” - 	04:12
7. ”Mind Matrix Schizophrenia” -	03:49
8. ”A Piece of Paradise” -	05:34
9. ”Virtual Freedom” -	04:33
10. ”Sniper in the Playground” -	04:59
11. ”The Death Toll” -	03:54
12. ”Prisoner of the System” -	06:57
13. ”Ship of Fools” -	04:35

## Wykonawcy
- Jo Amore - wokal
- Nicolas De Dominicis - gitara
- Alex Hilbert - gitara
- Yves Campion - gitara basowa
- David Amore - perkusja